# Lirobittium purpureum
Lirobittium purpureum is een slakkensoort uit de familie van de Cerithiidae. De wetenschappelijke naam van de soort is voor het eerst geldig gepubliceerd in 1864 door Carpenter als Bittium purpureum.